# Sur (tango)
Sur es un tango con música de Aníbal Troilo y letra de Homero Manzi. Fue grabado por primera vez por la orquesta de Troilo con la voz de Edmundo Rivero, el 23 de febrero de 1948. La primera presentación en vivo, por los mismos artistas, fue en la discoteca Tibidabo en Buenos Aires.

## Letra
La canción es una elegía a un amor perdido, enmarcada en los hitos de la zona sur de Buenos Aires, lamentando tanto el final de una historia de amor como los cambios en el barrio. La identidad de los amantes no se revela más allá de evocar la melena de la chica, y tomando nota de que tenía 20 años en ese momento. Entre los lugares mencionados están: la esquina de San Juan y Boedo, en el centro del barrio de Boedo; Pompeya (al sur de Boedo); el ferrocarril; la "inundación" (los bañados en el límite de Pompeya); y la enigmática "esquina del herrero, barro y pampa", que podría ser la esquina de Centenera y Tabaré, ya mencionada en otro tango de Manzi, Manoblanca, u otro taller de herrería en la esquina de Inclán y Loria, en Parque Patricios, muy cerca de la casa donde Manzi vivió en sus años de adolescente.
La "luz de almacén" probablemente se refiere a un almacén en el barrio de Pompeya que era propiedad del padre de Francisco Rabanal, caudillo radical y futuro intendente de Buenos Aires.
Manzi era nativo de Añatuya, Santiago del Estero. Su familia se mudó a Buenos Aires cuando tenía 9 años, y Manzi vivió cerca de varios hitos mencionados en el tango.
Para la grabación original, Rivero se hizo dos pequeños cambios a la letra: "florando" se convirtió en "flotando" (el verbo usado originalmente era difícil de comprender), mientras que "y mi amor y tu ventana" se convirtió en "y mi amor en tu ventana". La primera modificación es usada en casi todas las versiones; la segunda es menos frecuente.

## Reconocimiento
La colaboración de Troilo con Manzi tuvo varios éxitos durante la década de 1940, como Barrio de tango y el vals Romance de barrio, pero ninguno alcanzó el reconocimiento universal de Sur, tal vez el tango más querido por los argentinos, y sin duda uno de los más grabados.
Además de la grabación original de Rivero, otras versiones notables incluyen las de Julio Sosa, Nelly Omar, Roberto Goyeneche y Andrés Calamaro.
Héctor Stamponi contó en una entrevista televisiva que el escritor argentino Ernesto Sabato dijo que daría toda su obra a cambio del privilegio de ser el autor de Sur.